# Setiles
Setiles – gmina w Hiszpanii, w prowincji Guadalajara, w Kastylii-La Mancha, o powierzchni 56,77 km². W 2011 roku gmina liczyła 98 mieszkańców.